# Élection présidentielle monténégrine de 2018
L'élection présidentielle monténégrine de 2018 se déroule le 15 avril 2018 au Monténégro afin d'élire le président de la République. 
Milo Đukanović est élu dès le premier tour avec 54,15 % des voix. Père de l’indépendance du Monténégro en 2006, six fois Premier ministre et président de 1998 à 2002, Đukanović s'était mis en retrait de la vie politique à la suite du recul du Parti démocratique socialiste aux Élections législatives monténégrines de 2016. Son programme basée sur l'intégration européenne et l'augmentation des salaires, dans un pays ou le chômage atteint les 20 %, lui assure un nouveau mandat malgré des liens controversé avec les milieux mafieux.

## Contexte
Filip Vujanović, président de la République depuis 2002, n'est plus rééligible après avoir exercé deux mandats de cinq ans depuis l'adoption de la Constitution de 2007.
Milo Đukanović, président entre 1998 et 2002 puis Premier ministre à plusieurs reprises, est le principal candidat à sa succession.

## Système électoral
Le président du Monténégro est élu au scrutin uninominal majoritaire à deux tours pour un mandat de cinq ans renouvelable une fois. Si aucun candidat ne recueille la majorité absolue des suffrages exprimés au premier tour, un second est organisé deux semaines plus tard entre les deux candidats arrivés en tête. Le candidat qui recueille le plus de suffrages au second tour est déclaré élu.

### Conditions d'éligibilité
L'article 96 de la Constitution dispose que pour être éligible à la présidence, un candidat doit être citoyen monténégrin et avoir résidé au Monténégro pendant au moins dix ans au cours des 15 années précédant la date de l'élection.

## Résultats

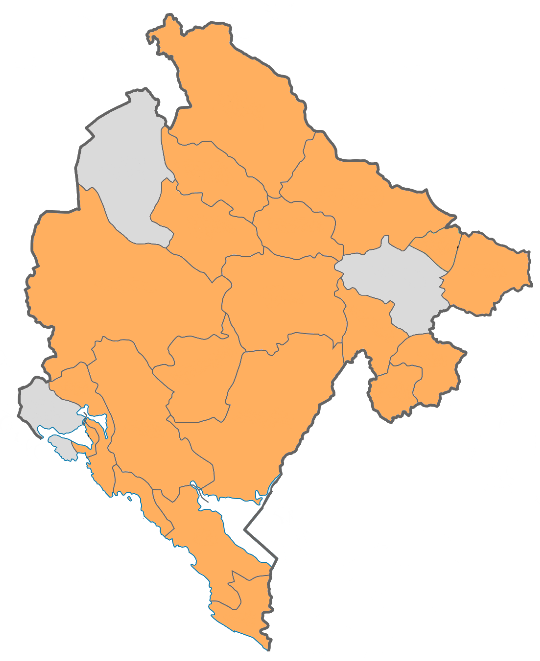
Candidats arrivés en tête par commune :
Milo Đukanović
Mladen Bojanić

|                          | Milo Đukanović           | DPS                      | 180 274 | 53,90 |  |  |
|                          | Mladen Bojanić           | Ind.                     | 111 711 | 33,40 |  |  |
|                          | Draginja Vuksanović      | SDP                      | 27 441  | 8,20  |  |  |
|                          | Marko Milačić            | PCG                      | 9 405   | 2,81  |  |  |
|                          | Hazbija Kalač            | SPP                      | 2 677   | 0,80  |  |  |
|                          | Vasilije Miličković      | Ind.                     | 1 593   | 0,48  |  |  |
|                          | Dobrilo Dedeić           | SL                       | 1 363   | 0,41  |  |  |
|                          |                          |                          |         |       |  |  |
| Votes valides            | Votes valides            | Votes valides            | 334 464 | 98,24 |  |  |
| Votes blancs et nuls     | Votes blancs et nuls     | Votes blancs et nuls     | 5 998   | 1,76  |  |  |
| Total                    | Total                    | Total                    | 340 462 | 100   |  |  |
| Abstention               | Abstention               | Abstention               | 192 137 | 36,08 |  |  |
| Inscrits / participation | Inscrits / participation | Inscrits / participation | 532 599 | 63,92 |  |  |